# Joachim von Brockdorff
Joachim (von) Brockdorff (18. september 1695 – 14. august 1763) var en holstensk baron, kammerherre, gehejmeråd og godsejer til Nør.
Han var søn af gehejmeråd Wulf Brockdorff og Lucie Rantzau. Brockdorff blev student fra Kiel i 1712. 1721 kammerherre, 1723 landråd og Ridder af Dannebrog, gehejmeråd 1733, 1747 gehejmekonferensråd, æresmedlem af Videnskabernes Selskab 1750 og Ridder af Elefanten 1751. Han fik ordenen l'union parfaite 1754.
I året 1721 ægtede han Frederikke Louise Holstein, datter af storkansleren Ulrik Adolf Holstein. Hun fik ordenen l'union parfaite allerede 1751.
Brockdorff opførte 1750-1760 "Brockdorffs Palæ" eller "Frederik VIII's Palæ" på Amalienborg, der i disse år restaureres og moderniseres til brug for kronprinsparret.
Han var broder til Cathrine Margrethe von der Schulenburg, født von Brockdorff.